# Joyce Wein
Joyce Alexander Wein (* 21. Oktober 1928 in Boston, Massachusetts; † 15. August 2005 in New York) war eine US-amerikanische Musik- und Festivalmanagerin und die Mitbegründerin des Newport Folk Festivals.

## Leben
Joyce Wein wurde 1928 in Boston als sechstes von sieben Kindern von Columbia und Hayes Alexander geboren. Ihre Mutter war die jüngste von dreizehn Kindern; zwei wurden noch als Sklaven geboren. Joyce besuchte bereits mit 15 Jahren das Simmons College. Sie machte mit 19 Jahren ihren Abschluss in Chemie. Ihre ersten Anstellungen führte sie an das Massachusetts General Hospital in Boston und später in New York an die Columbia Medical School.
1959 heiratet sie George Wein, einen Jazz-Impresario und Gründer des Newport Jazz Festivals, und gründete 1963 mit ihrem Mann das Newport Folk Festival. Joyce und George Wein waren außerdem engagiert als Veranstalter und Mitinitiatoren des New Orleans Jazz & Heritage Festival, der Nice Jazz Festival in Nizza und des Hampton Jazz Festival.
Joyce Wein engagierte sich sehr für die afroamerikanische Bevölkerung und Kultur und gründete die New York Coalition of 100 Black Women. Das Ehepaar Wein initiierte die Professorship Fund in African-American Studies an der Boston University sowie den Alexander Family Endowed Scholarship Fund am Simmons College in Boston. Außerdem waren beide Gründer der The George and Joyce Wein Collection of African-American Art. Zusammen mit dem Ehepaar Kenneth and Kathryn Chenault (dem CEO von American Express) organisierten sie ein jährliches Dinner für Kinder in Harlem; diese Veranstaltung brachte mittlerweile 500.000 USD ein.
Joyce Wein starb mit 76 Jahren im New Yorker Presbyterian Hospital an Krebs.